# Summa potestas
Summa potestas è una frase latina che significa "somma o totalità del potere".
Si riferisce alla autorità finale del potere nel governo, come ad esempio, il potere sovrano.
La nozione di summa potestas è stata ripresa, studiata e analizzata dal filosofo inglese Thomas Hobbes, in particolare nella sua opera principale, il Leviatano, per definire il concetto di sovranità.